# Waldwick
Waldwick est un borough du comté de Bergen dans le New Jersey aux États-Unis. En 2010, il compte 9 625 habitants.

## Festival
- Siège social du Student World Impact Film Festival[1]